# 3 Dev Adam
3 Dev Adam é um filme de ação e superaventura turco de 1973, dirigido por T. Fikret Uçak e escrito por Doğan Tamer com base em nos personagens criado por Steve Ditko, Jack Kirby, Stan Lee, Joe Simon e Rodolfo Guzmán Huerta, com Aytekin Akkaya como Capitão América, Tevfik Şen como Homem-Aranha e Yavuz Selekman como El Santo. O filme conta que El Santo convocou a Istambul em uma missão especial para impedir o vilão Homem-Aranha e sua gangue criminosa. O filme, que foi lançado em todo o país em 1 de novembro de 1973 e não foi autorizado pelos proprietários de direitos autorais dos personagens representados.

## Elenco
- Yavuz Selekman - El Santo, uma paródia do lutador mexicano.
- Aytekin Akkaya - Capitão América, é um super-herói com poderes telepáticos, diferente de sua versão original, no filme ele não usa seu escudo e sua máscara não possui asas perto das orelhas.
- Deniz Erkanat - Julia, a namorada do Capitão América e companheira super-heroína.
- Tevfik Şen - Homem-Aranha, líder da Spider's Gang e vilão do filme.
- Mine Sun - Nadya, a namorada do Homem-Aranha e companheira super vilã.
- Mehmet Yağmur - Bekir, membro da Spider's Gang.

## Enredo
A história ocorre em Istambul, onde uma violenta organização criminosa liderada por Homem-Aranha ("Spider's Gang") está na cidade com dólares falsos dos Estados Unidos. Eles também decapitam pepole via hélices para barcos. Uma pequena força-tarefa composta por Capitão América, Santo e a namorada do Capitão América, Julia chega para ajudar a polícia local a parar Homem-Aranha e sua gangue.
Julia, que se infiltrou no esconderijo do Homem-Aranha, é capturada e levada para uma casa em um local remoto. Ela consegue enviar um sinal SOS ao Capitão. O Capitão América salva Julia e persegue o Homem-Aranha, que consegue escapar.
Enquanto isso, o super-herói / lutador nacional do México, Santo, infiltra o dojo que é usado como uma frente para falsificação. Depois de ser capturado, ele consegue escapar junto com evidências incriminatórias.
Capitão e Santo invocam um esconderijo muito importante onde a maioria da operação de falsificação está ocorrendo. Eles conseguem desligar o esconderijo enquanto Homem-Aranha mata um casal, rouba uma estátua e foge.
Logo depois, outra luta entre heróis e Homem-Aranha começa. É revelado que há quatro homens-aranha, como um é batido para uma polpa pelo Santo e outro é estrangulado até a morte pelo Capitão América.
Capitão América e Santo, então, vão em contraposição em um clube. A gangue de Spider-Man observa-os e ocorre uma luta. Os heróis estão aparentemente dominados desta vez e são levados ao esconderijo de Homem-Aranha. Uma vez que o Capitão América e Santo atuam como se estivessem lutando para confundir seus captores, mas conseguem romper e eliminar a maioria dos membros da gangue. Spider-Man chega no final da luta com sua namorada, apenas para que ela seja atingida por um tiro selvagem da arma de um de seus capangas. Ele foge, com o Capitão América em perseguição.
O Capitão América pega Homem-Aranha e o derrota, apenas para ouvir o riso provocante de outro Homem-Aranha. A luta continua até que todos os Homens-Aranhas estejam mortos.
Quando os heróis estão prestes a deixar Istambul, o Capitão América vê o rosto de Homem-Aranha em um táxi e corre furiosamente e remove a máscara da pessoa no carro, apenas para perceber que era apenas uma criança vestindo uma máscara de brinquedo.